# Priorato de Nuestra Señora de La Charité-sur-Loire
El priorato [de] Nuestra Señora de La Charité-sur-Loire (en francés: prieuré Notre-Dame de La Charité-sur-Loire), es un priorato benedictino francés situado en la pequeña localidad de La Charité-sur-Loire, en el departamento de Nièvre, cuya carta de fundación se remonta a 1059, con la donación de una iglesia de Santa María. Es conocido en 1070 bajo el nombre de Caritate.
Ha sufrido modificaciones en el siglo XII, incluyendo la construcción de un deambulatorio con capillas radiales. La iglesia es sobre todo conocida por su cabecera de capillas radiantes y su fachada (oeste) timbrada con dos tímpanos. Perteneció a un priorato importante de la poderosa abadía de Cluny, en Borgoña, siendo una de las cinco hijas mayores. Es por eso que fue, en la Edad Media, la segunda iglesia más grande de Francia después de la de Cluny III. Rico y poderoso, el priorato cluniacense de La Charité-sur-Loire se enriqueció con numerosas donaciones y posesiones desde su creación. La gran iglesia prioral actual debía de mostrar a través de su decoración cuidada y su grandeza, como la de Cluny, la radiación de la orden y del priorato.
El campanario, transepto, cúpula, cabecera y ábside del priorato fue objeto de una clasificación como monumento histórico en la lista de 1840 y la iglesia prioral de Sainte-Croix-Notre-Dame figura desde 1998 en la lista del Patrimonio Mundial de la UNESCO, con la ref. 868-024 como parte de Caminos de Santiago de Compostela en Francia.

## Historia
El primer monasterio fue fundado hacia el año 700 en el emplazamiento actual, a orillas del Loira, sobre una antigua calzada romana e importantes rutas de peregrinación (posteriormente también en el Camino de Santiago). El pueblo se llamaba entonces Seyr. La orden siguió las enseñanzas de san Basilio, pero el monasterio, habitado por unos 100 monjes, fue destruido por los sarracenos en el año 743. En el camino de regreso de Italia, el rey franco Pipino el Joven se detuvo en lo que ahora es La Charité-sur-Loire y ordenó reconstruir el monasterio en nombre del papa Esteban II. Destruidas nuevamente en 771, las ruinas permanecieronabandonadas hasta el siglo XI.
En 1052 Bernardo de Challent, señor de La Marche, recibió Seyr como feudo de Guillermo I de Nevers, conde de Nevers, quien a su vez había sido feudado por el obispo de Auxerre. Los tres pueblos decidieron ceder Seyr y sus tierras a la Orden de Cluny para fundar un nuevo monasterio. Un monje benedictino llamado Gerardus (Dom Gérard) fue enviado desde Cluny para reorganizar y reconstruir el complejo monástico abandonado. Se convirtió en el primer prior del monasterio y el trabajo en la iglesia probablemente comenzó bajo su liderazgo en 1059 a más tardar. Las fuentes históricas, especialmente las eclesiásticas, varían en cuanto a las fechas del nuevo comienzo de la vida monástica. Además del año 1052, aparecen 1056 y 1059. Aunque no se documenta el año en que se inició la construcción, sí se documenta la fecha de la consagración de la iglesia, pues el papa Paschalis II (Pascual II) celebró la Navidad en 1106 en la abadía madre de Cluny y el 9 de marzo de 1107 consagró la iglesia terminada en Seyr en presencia de varios cardenales y obispos.
El cambio de nombre del pueblo de Seyr a La Charité se puede atribuir a los primeros días del monasterio. Proverbial era la caridad (charité) de los monjes, que atraía a multitudes de peregrinos y necesitados. El monasterio, dependiente de Cluny, empezó a prosperar rápidamente. Numerosas donaciones aumentaron su riqueza y también permitieron el crecimiento de la ciudad de La Charité. Ya en la época de Hugo de Cluny, el monasterio se llamaba  fille aînée de Cluny (hija primogénita de Cluny). En el apogeo del monasterio, hasta 400 monasterios y alrededor de 50 prioratos en toda Europa estaban bajo su control. El primer convento se fundó en 1070 en Ste-Milburge de Wenlock, Inglaterra, seguido de otros en Portugal (cuya primera dinastía gobernante provino de la familia de los duques de Borgoña), Italia y Constantinopla.
En 1213, el papa Inocencio III aprobó la custodia del priorato y la procura o pensión debidos por el priorato de La Charité al conde de Nevers
Los condes de Nevers: 

de gran antigüedad tenían derecho de guardia y protección de varias Abadías, Prioratos e Iglesias, tanto por ser fundadores, como en virtud de los convenios hechos con judíos cautivos, homologados, o por prescripción desde tiempos inmemoriales...: el Priorato de La Charité en la Diocesis de Auxerre ... En cuanto a la custodia del Priorato de La Charité fue encontrado juicio arbitral del obispo de Senlis, Guarin, canciller de Francia, por el que los religiosos reconocieron la Villa de La Charité y pertenencia, están bajo la custodia del conde y son requeridos para enmendar los errores que habrían hecho autores Religiosos en lo que es de juridicción secular... Juicio homologado por Louis que testimonia que el compromiso fue hecho en su presencia en fecha del año 1224.
de fort grande anciénné avoient droit de garde & protection de plufieurs Abbayes, Prieurez & Églises, tant pour en être Fondateurs, comme en vertu des convenances faites avec juftes caufes, homologuées, ou par prefcription de tems immemorial...: le Prieuré de La Charité au Diocefe d'Auxerre... Quant à la garde du Prieuré de La Charité fe trouve Jugement arbitral de l'Évêque de Senlis, Guarin, Chancellier de France, par lequel les religieux reconnoiffent le Bourg de La Charité & appartenance, êtes de la garde du comte eft tenu de faire amender les torts qui auroient été faits aufdits Religieux en ce qui eft de Juridiction feculiere... Jugement homologué par Louis qui témoigne que le compromis fut fait en fa prefence en date de l'an 1224.
Guy Coquille

Una crisis estallará a principios del siglo XIII entre la casa madre y el priorato que va a experimentar problemas financieros y conflictos políticos.
Luego vienen las guerras de los siglos XIV y XVI que destruyeron los edificios. Por no mencionar el fuego que en julio de 1559 asoló iglesia y edificios conventuales. Al carecer de los medios para recuperar todos los edificios, los trabajos de las necesidades básicas se hicieron en tiempo de las guerras de religiones (1562-1598), en las que la ciudad y el monasterio fueron capturados y saqueados dos veces por las tropas protestantes. Se dice que 900 ciudadanos de la ciudad fueron asesinados en el sitio de la leprosería monástica de San Lázaro en 1569. Durante dos siglos, del XVII al XIX hubo varios intentos de reforma serán considerados sin éxito. El priorato recuperará su esplendor bajo el priorato del cardenal de Bernis (1757-1790)
Durante 1791 el monasterio fue disuelto como consecuencia de la Revolución Francesa. Con la exclaustración, la iglesia del priorato pasó a ser la iglesia parroquial del pueblo y los edificios del monasterio pasaron a ser propiedad del Estado y fueron vendidos. Durante los siglos XIX y XX en ellos se asentarán sucesivamente: una cerámica, una fábrica de zapatos, un comerciante de vinos, que sin duda sufrió cambios nefastos, pero fueron salvados de la destrucción..
En 1840,  Prosper Mérimée  clasificó la iglesia y el conjunto monástico como monumentos históricos, evitando así su demolición por el paso de la carretera real de Nevers a París entre el coro y la torre de la fachada.

## Arquitectura

### Iglesia prioral, fachada occidental
Su tímpano (1130-1135) lleva el tema de la Asunción de la Virgen, tema muy poco generalizada en los tímpanos románicos. No obstante, está presente en Corneilla-de-Conflent, Cabestany, Gensac-la-Pallue, y más tarde en las composiciones góticas (Nuestra Señora de París, Notre-Dame de Chartres). Está asociado con las escenas del dintel poniendo en valor el Fiat de la Virgen: la Anunciación, la Visitación, la Asunción que completa la Anunciación a los pastores. La devoción mariana es muy fuerte en la liturgia cluniacense y sobre todo en La Charité, fundada bajo el patrocinio de la Virgen, cuya fiesta patronal era el día de la Asunción.

### El transepto sur
Su tímpano datado de 1132 proveniente de la fachada occidental es visible en la cara interior del brazo sur del transepto. Su tema principal es la Transfiguración de Jesús, es decir, la aparición de Moisés y de Elías a los lados de Cristo en su gloria divina. Este tema tampoco era muy representado en la época románica, ya que Cristo no es el único protagonista, no siendo una teofanía en el verdadero sentido de la palabra... Sin embargo, está muy bien controlada en La Charité-sur-Loire, estando el Salvador claramente separado de los personajes del Antiguo Testamento, en una mandorla.
El tímpano está rodeado por un arco de herradura, que le permite ser cortado por la mitad en un semidisco en el registro superior, y un friso de tipo dintel para el registro inferior. Esta parte está asimismo dividida en dos zonas desiguales, que dejan a la izquierda la Adoración de los Magos y a la derecha la Presentación en el Templo. Estas dos escenas son parte del ciclo iconográfico de la infancia de Cristo encarnado, mientras que la Transfiguración, que toma el lugar habitual de una Ascensión o de una teofanía en el fin de los Tiempos es uno de los símbolos de la continuidad entre el Antiguo Testamento y el Nuevo Testamento. Fue Pedro el Venerable quien introdujo la fiesta de la Transfiguración en la liturgia cluniacense.

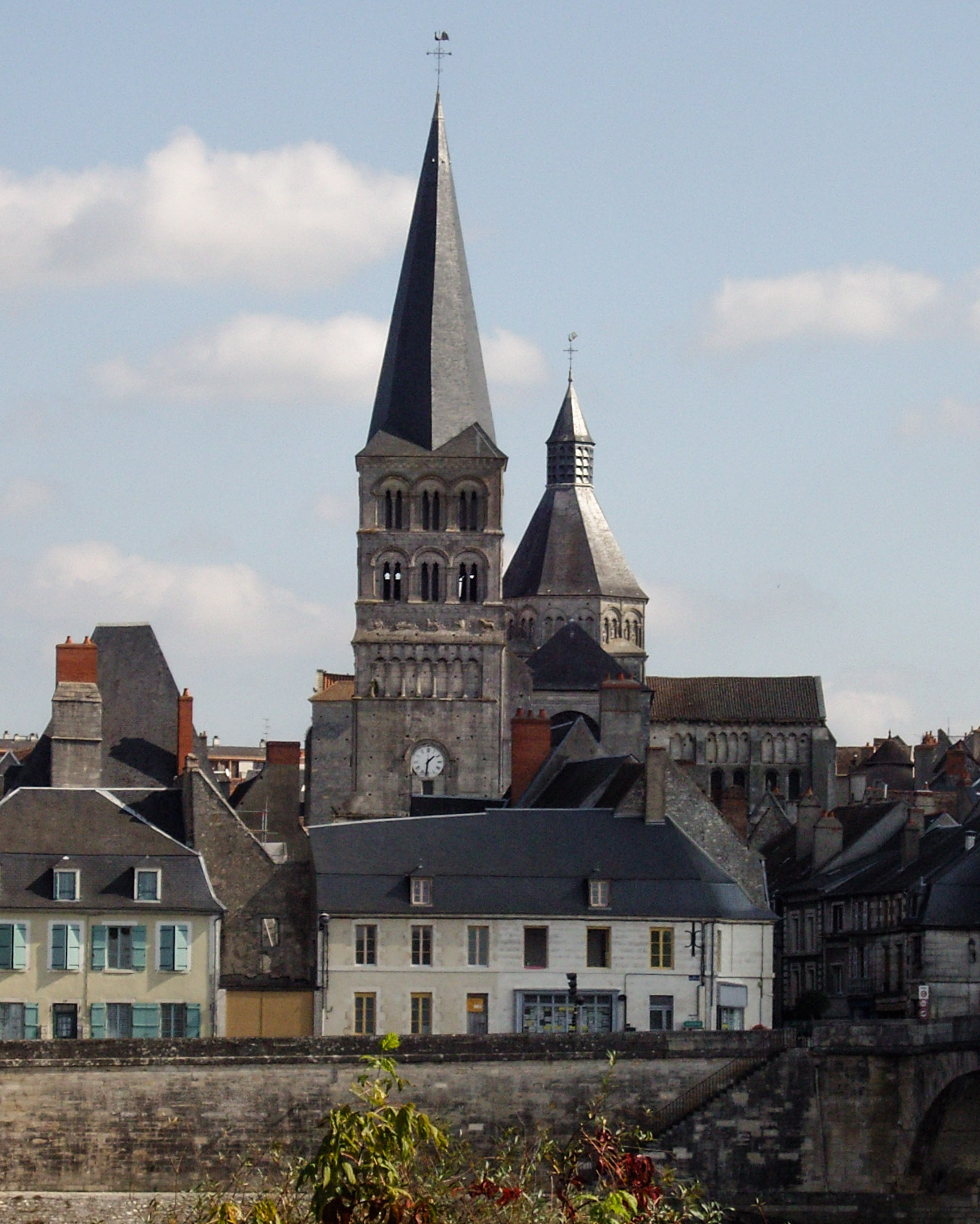
La iglesia Notre-Dame vista desde el Loira
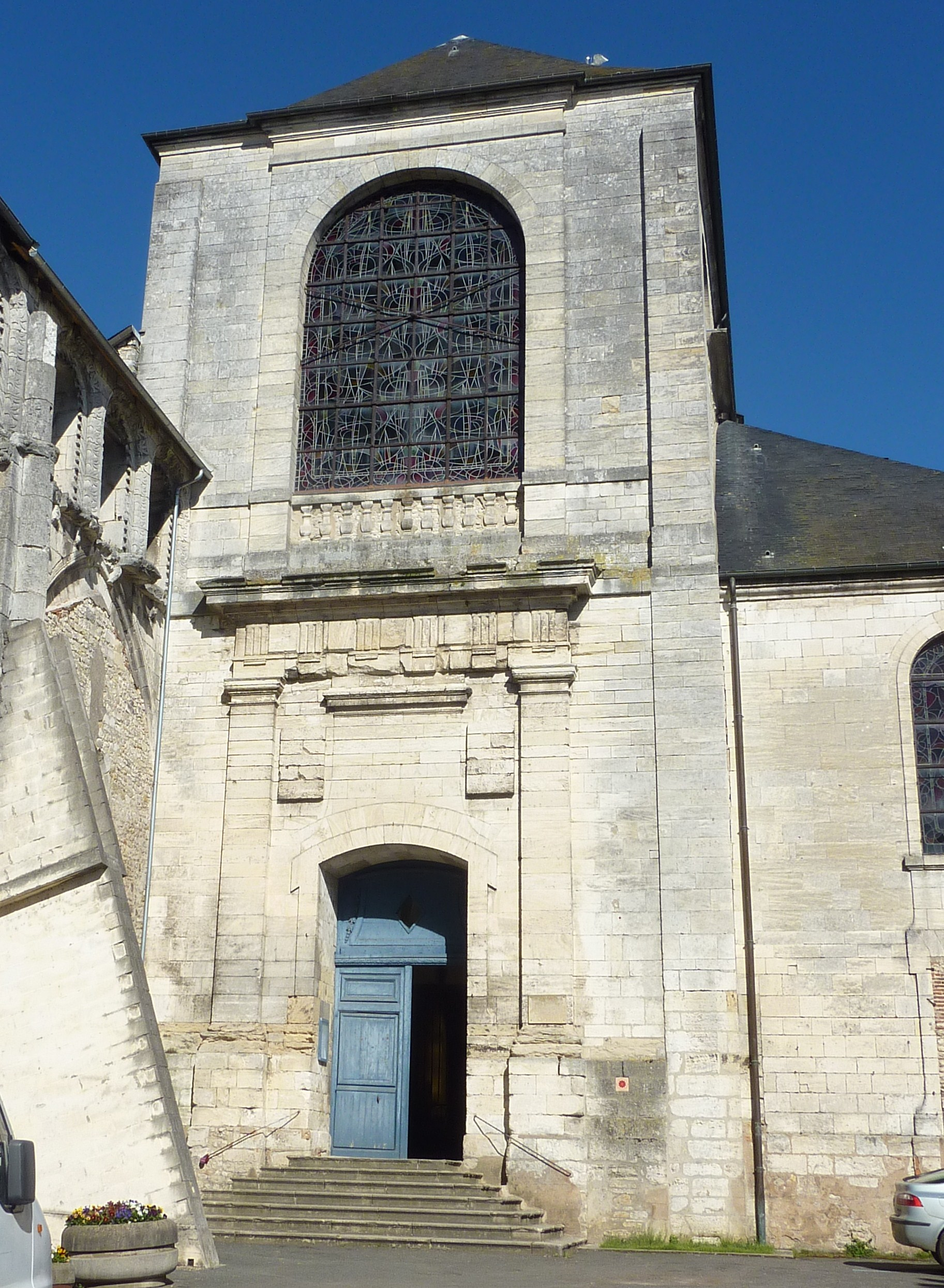
La entrada sur de la iglesia
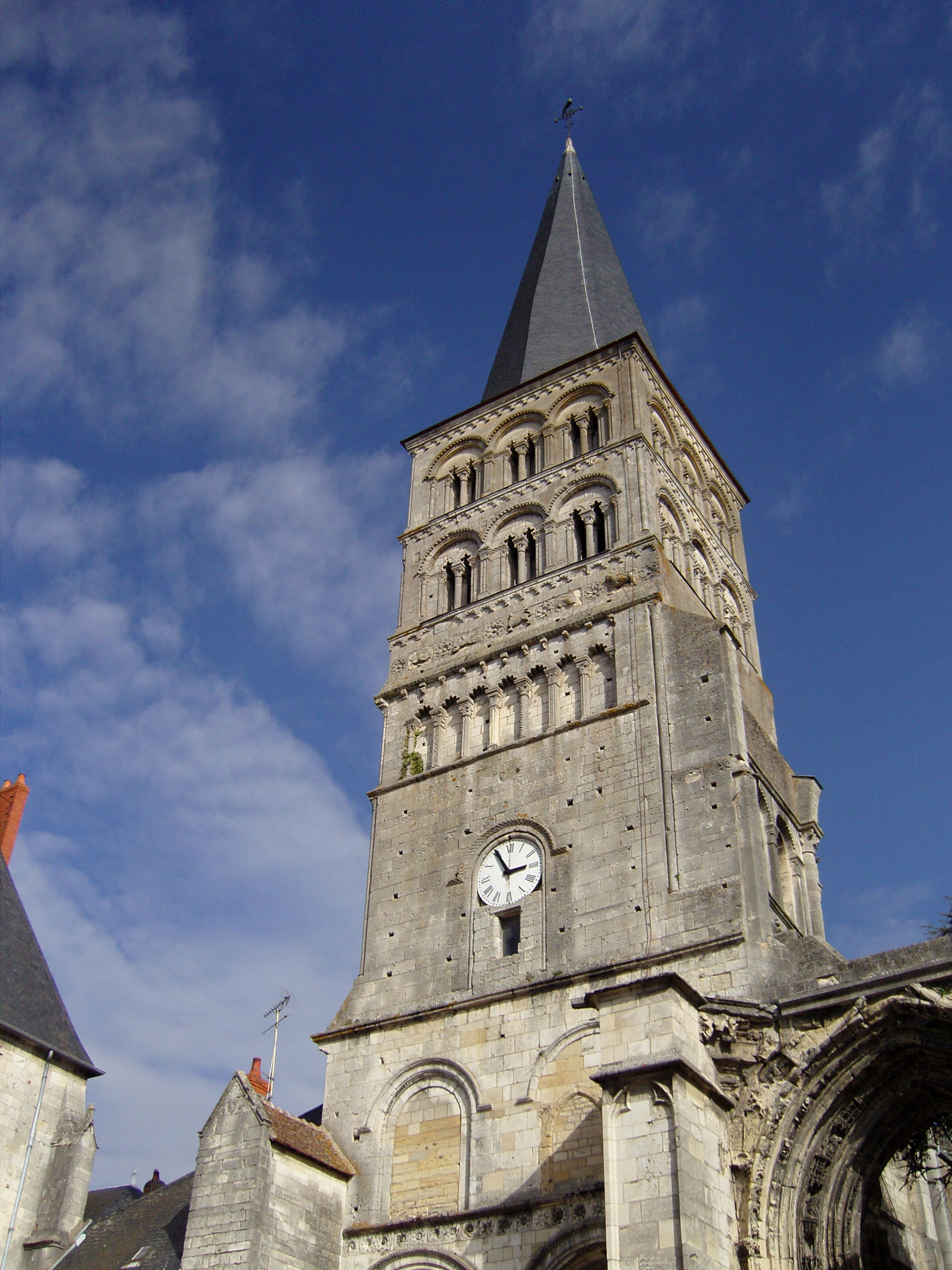
El campanario de la iglesia
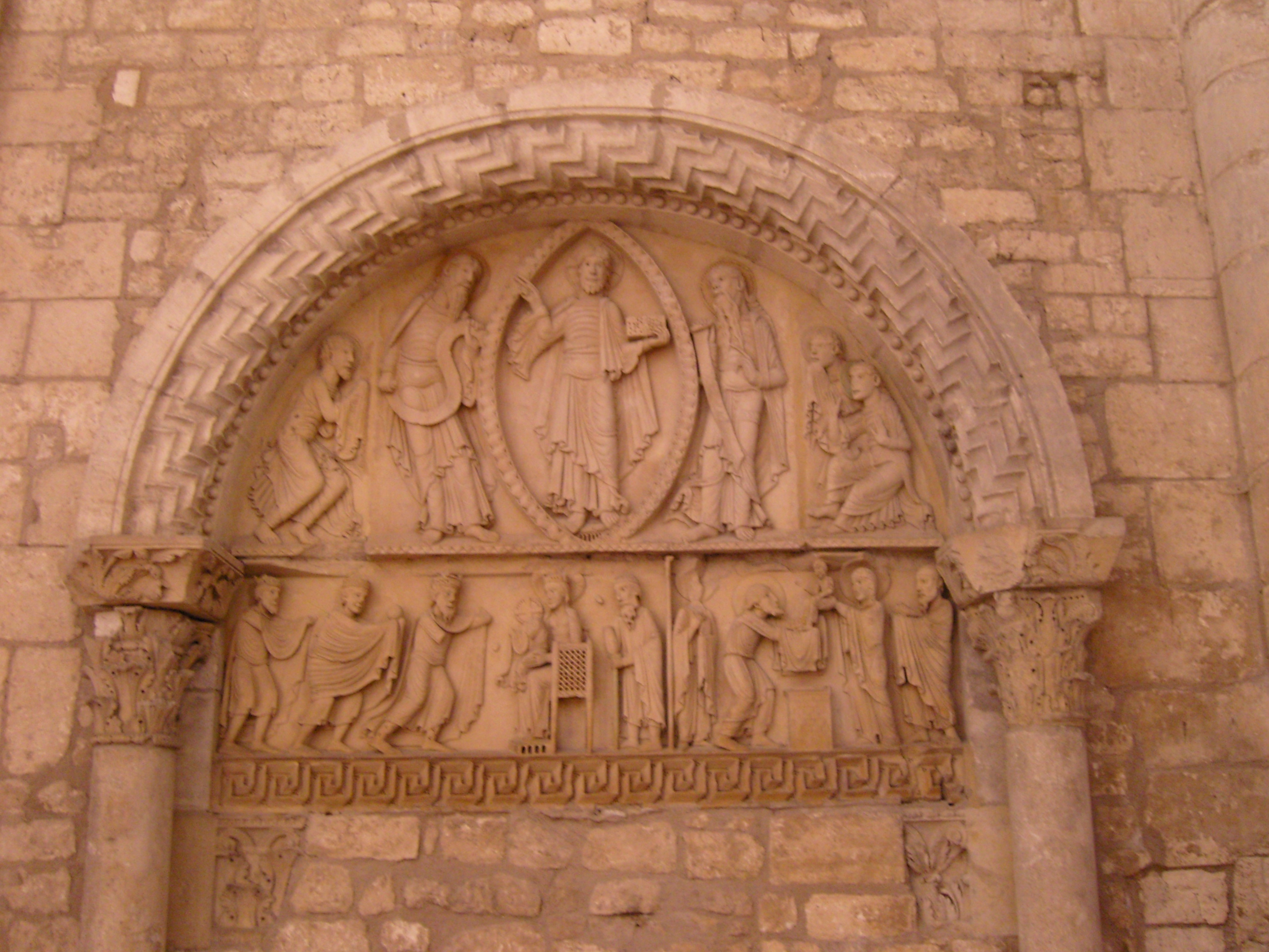
El tímpano de la iglesia
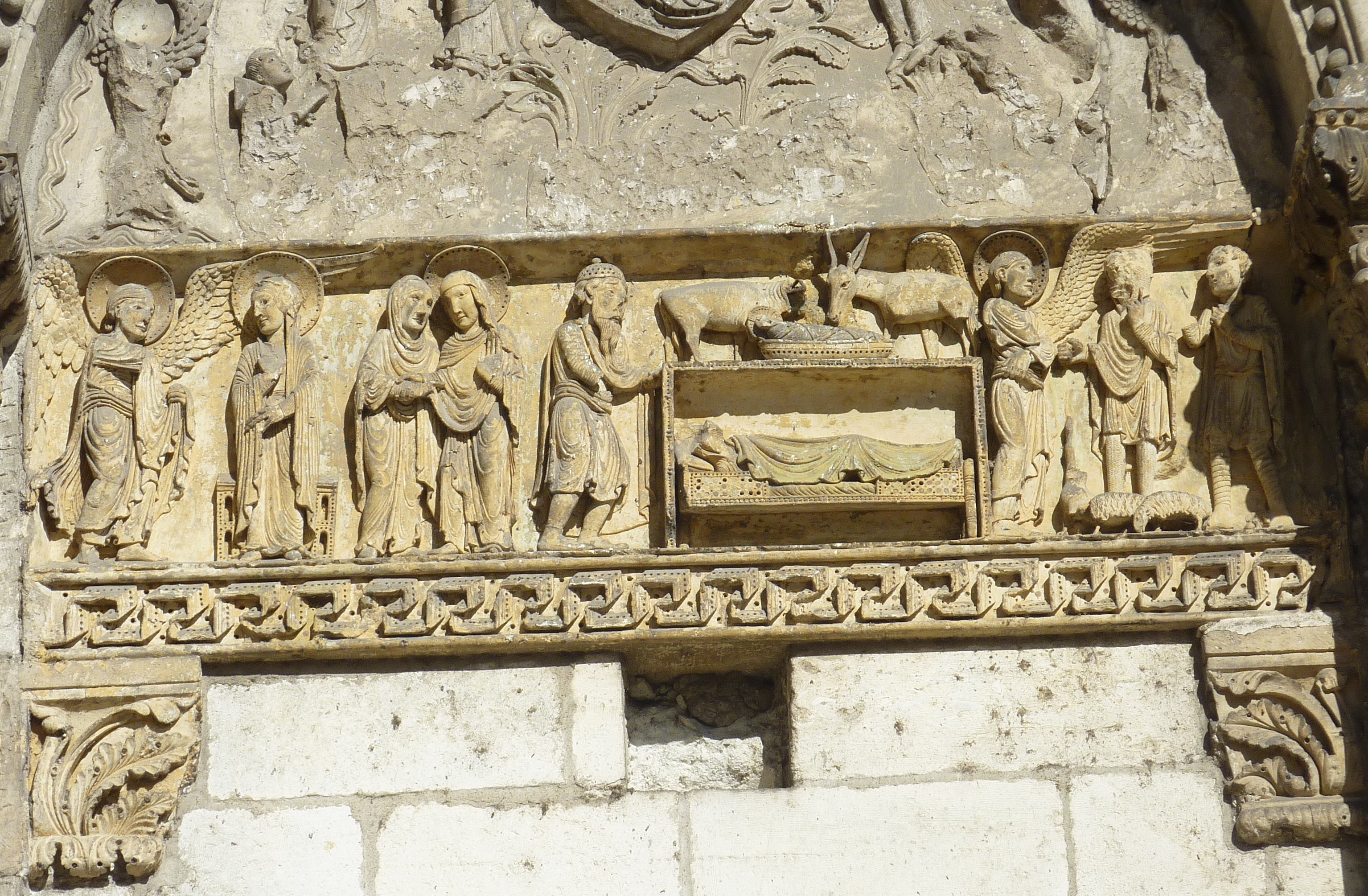
Friso sobre la portada de la iglesia
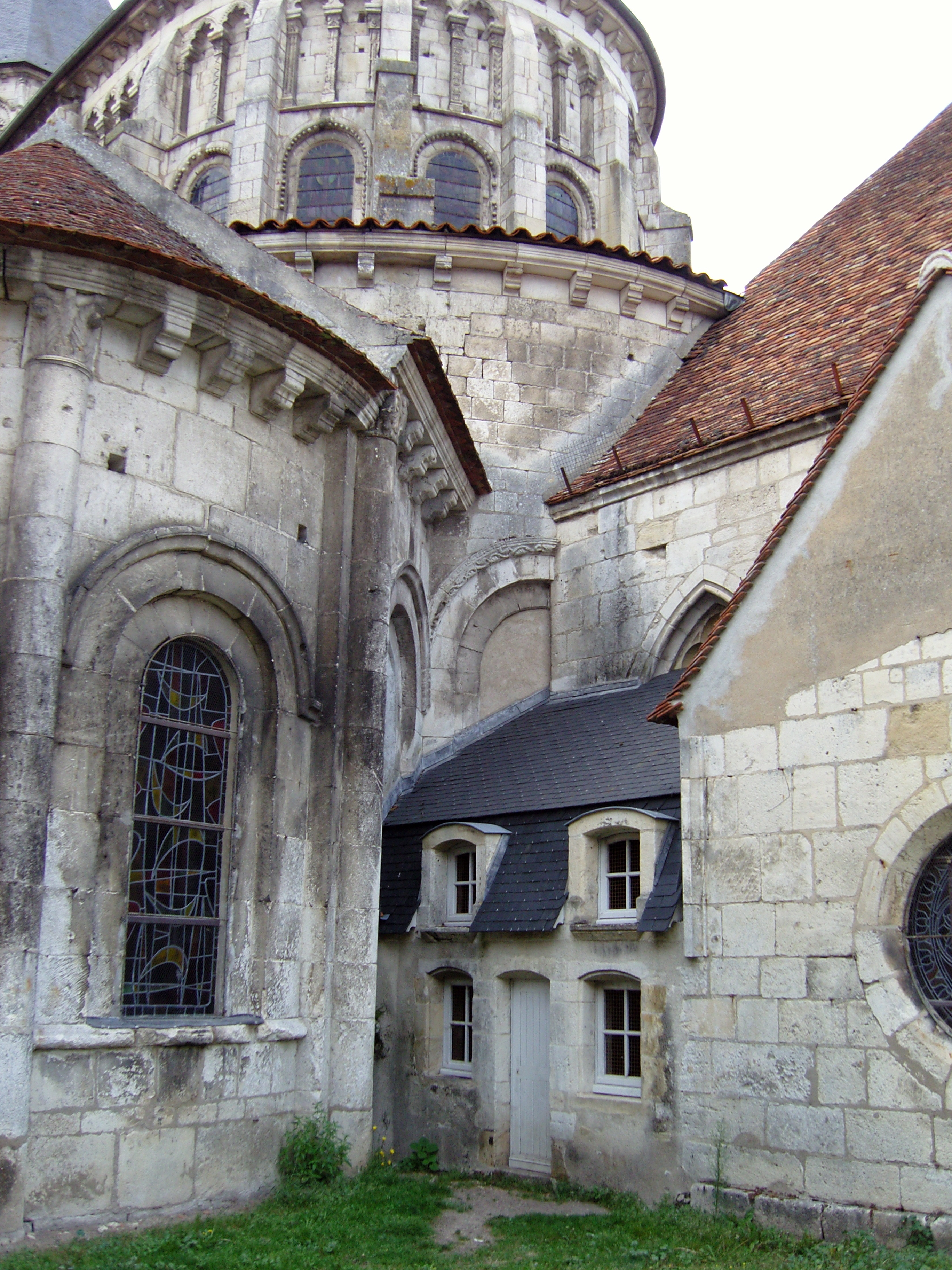
El osario de la iglesia

### El interior de la iglesia de Notre-Dame

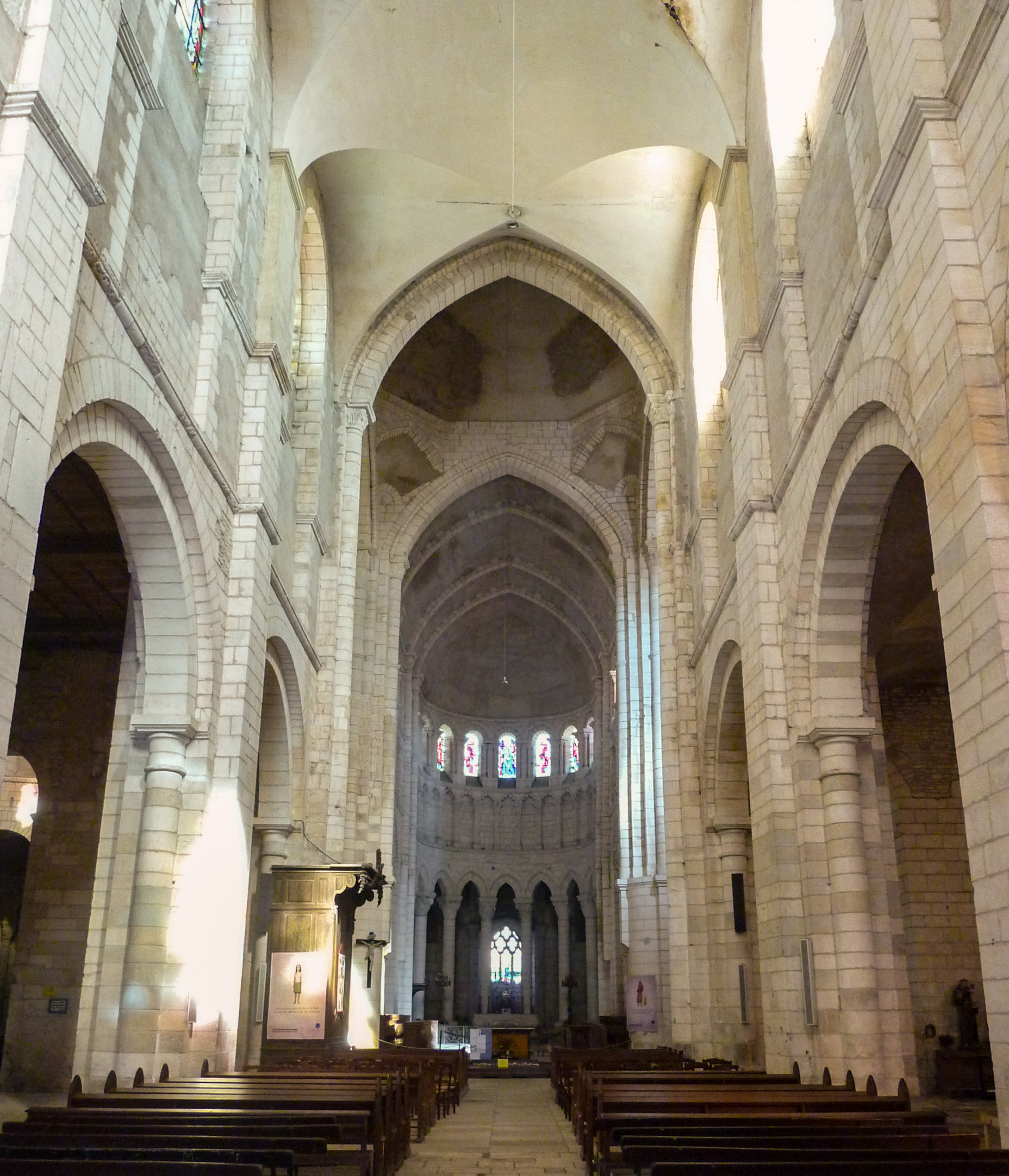
Vista interior de la iglesia Notre-Dame

En el siglo XII, la cabecera tenía siete ábsides escalonados que se sustituyeron por una cabecera deambulatorio y capillas radiales. Aunque en gran parte alterado en el siglo XVII, el interior de la iglesia de Notre Dame, recientemente restaurado, destaca por su transepto de grandes dimensiones, con altas columnas descansando sobre arcos apuntados. El coro está compuesto por tres tramos con una bóveda de cañón rota, un ábside con un falso triforio y rodeado por un deambulatorio con capillas radiales. Los capiteles del coro tienen esculturas con motivos en su mayoría de animales. Los asientos del coro fueron instalados por Jean de La Magdeleine de Ragny al mismo tiempo que el pasaje de La Madeleine y de la fachada de la iglesia. Bajo el prior Jacques Nicolas Colbert fue rehecha una parte de la iglesia.
En el muro interior del crucero sur se encuentra el segundo tímpano que muestra a Cristo en una mandorla, rodeado por los dos profetas Moisés y Elías. Los apóstoles también están representados y varias escenas de la vida de Jesucristo como la Adoración de los Reyes Magos y la Presentación en el Templo.

## Iglesia de Saint-Laurent
Su cabecera fue descubierta durante las excavaciones de 1975 en el jardín colindante con la iglesia prioral.
Estaba dedicada a todos los santos, pero más tarde fue conocida bajo la advocación de San Lorenzo, por la que se accede por la sala capitular. Era un lugar de oración en torno a las reliquias, a la atención de todos los santos, y de los difuntos fallecidos allí. Ceremonias con numerosas procesiones, según las costumbres.
Fue rehecha después de los incendios del siglo XIII.

## Claustro
Rehecho después de los incendios del siglo XIII en el lado Este. Luego, en el siglo XVII por el prior Jacques Nicolas Colbert, siempre en el lado de la galería este.

## Edificaciones conventuales
Se emprendieron a inicios del siglo XVI, bajo el priorato de Jean de La Magdeleine de Ragny muchas obras de restauración y de nuevas construcciones, como la casa del guarda, la residencia prioral, el lagar y prensa común.
Los edificios desaparecieron bajo de las terrazas durante priorato de Jacques Nicolas Colbert. Los edificios al norte del claustro se llevará a cabo bajo el cardenal de Bernis.
El priorato tenía un granero de sal, que incluía 41 parroquias de su jurisdicción.

## La Elección
La Elección de La Charité-sur-Loire fue fundada en 1635 y dependía de la Generalidad de Bourges. Suprimida en 1661, fue restaurada en 1669 y pasada a 1696 a la Generalidad de Orléans.

### Dependencias
(lista no exhaustiva)
Prioratos en Francia
Son 45 los prioratos que dependían de La Charité, así como 400 dependencias.
- Priorato de Saint-Christophe-en-Halatte, en Fleurines;[12]
- Priorato de Saint-Racho-lez-Autun;
- Priorato de Saint-André de Luzy;[13] Elle apparaît en tant que cure, dans les comptes de l'évêché de Nevers en 1287[14]
- Priorato de Saint-Pierre d'Antioche de Montambert;.[15]
- Priorato de Saint-Nicolas de Nevers;[16]
- Priorato de Saint-Victor de Nevers. Tras la muerte de Ermengarde de Tonnerre, Guillaume volvió a casarse tal vez porque se encontró, en una carta donde el conde cedía el priorato de Saint-Victor de Nevers, que tenía en feudo del rey,[17] al prior de La Charité-sur-Loire, la signatura de una Mathilde al lado de la suya.[18][19]
- Priorato de Saint-Honorat de Saint-Honoré-les-Bains (Nièvre)[20]
- Priorato de Saint-Sulpice-le-Châtel Comuna del cantón de Azy,[21] dado en 1088, por Hugues de Montigny, vizconde de Nevers, leur donnant droit de nomination à la cure, de dîmes, de cens et autres[22]·[23]
- Priorato del Saint-Sépulcre[24]
- Priorato de Saint-Germain de Rouy, en el siglo XI;
- Priorato de Saint-Victor de Biches, fundado por Gauthier llamado le Fort, señor de Biches, y unido por Clemente VI al priorato de la Charité en 1350;[25]
- Priorato de Saint-Gilles de Brassy;[26]
- Priorato de Saint-Aignan de Cosne-sur-Loire;[27]
- Priorato de Coulonge.[28] Une charte donnée à Donzy en Septembre 1331, signée par le Prieur de La Charité et les religieux stipule que le droit de garde est reconnu à un sergent gardien. Clause encore observée en 1600.
- Priorato de Saint-Laurent de Béard que cesera en el siglo XIII para convertirse en una iglesia parroquial, la iglesia Saint-Laurent de Béard citada como siendo curatus (cura) de Béard. Dans le pouillé de 1478 elle est au prieuré de Lurcy-le-Bourg que depende del Priorato de Notre-Dame de La Charité-sur-Loire.
- Priorato de Notre-Dame de Vanoise, como de Larochemillay (Nièvre)
- Priorato de Saint-Gervais et Saint-Protais de Lurcy-le-Bourg[29]
- Priorato de Cossaye;[30]
- Priorato de Saint-Marc de Fontenay.[31]

Prioratos extranjeros
- Priorato de Sainte-Milburge de Wenlock en Much Wenlock (Inglaterra).

Parroquias, curas
El Priorato de Notre-Dame tenía 25 parroquias de los Amognes en el Nivernais. Rendían homenaje al prior el día de la Natividad de Nuestra Señora.
- église Saint-Laurent de Béard, devenue une cure au siècle XIII après avoir été prieurale[33]
- Boissy-le-Châtel, posesión confirmada por una bula pontificia de 1144 del Papa Lucio II
- Église de Fleury-la-Tour, con las sepulturas, baptisterios y otras dependencias como el Molino de Fleury, à charge pour le prieur de St Sulpice de venir prêcher de temps à autre à Fleury[34]
- église Saint-Symphorien, parroquia de Suilly-la-Tour[35]

Feudos, castillos, tierras
- Nozay ou Nozet: château terre et village près de Pouilly, donné en 1234[36]
- Soury[37]
- Champvoux[38]

Casas
- En Nevers
  - rue de la Saulnerie et sur l'actuelle place Saint-Sébastien, plusieurs maisons groupées autour de la chapelle Notre-Dame, puis chapelle du Marché au blé puis chapelle St Sébastien et enfin St Sébatien et St Roch. Dichas casas y la capilla fueron demolidas en 1759.[39]

Tierras, viñedos
- Loge aux Moines, viñedo de 4 hectáreas en Pouilly-sur-Loire[40]

### Priores
(lista no exhaustiva)
Priores regulares
- 1052 - Gérard, primer prior
- 1164 - Rodolphe de Sully, que erigió las murallas alrededor de la villa.
- 1204 - Geoffroy, mal prior que dilapidó el patrimonio del priorato, excomulgado por el abad de Cluny: Guillaume, que lo mantiene prisionero en el priorato.

Priores comendatarios
- 1.º - 1486-1488 - Charles II de Bourbon (1433-1488),
- 2.º-
- 1490 ca -  Antoine de Roche (1422-1505), Grand-prieur de Cluny, prieur de Morteau, religieux profès du Monastère de Vaux, docteur et célèbre professeur de droit canonique à l'Université de Dole, fondateur en 1491 du Collège Saint Jérôme à Dole. Il résigna quelque temps avant sa mort le Prieuré de la Charité au profit de Jean de la Madeleine[41]
- 1504-1537 - Jean de la Magdeleine de Ragny, prior regular
- 1624 - Charles de Gonzague de Clèves, renonce en 1625 pour s'occuper de ses terres
- 1625 - Jean Passelaigne, évêque de Belley en 1629
- ...-...  - Alphonse-Louis du Plessis de Richelieu, long procès con Charles de Gonzague.
- 1664-1707 - Jacques Nicolas Colbert (1628-1676), prior en 1664, obispo de Luçon en 1661 y obispo de Auxerre en 1671
- 1757-1778 - François-Joachim de Pierre de Bernis  (1715-1794), Cardenal, último prior

## Monjes célebres
- Dom Robert Mauvielle, prior claustral,(sub-prior), que murió en olor de santidad el 4 de noviembre de 1628 de la peste, contraída después de reemplazar un sacerdote de la ciudad fallecido. Jugó un papel importante en la reforma del priorato la Charité.  Su culto fue relativamente corto.[42] Su epitafio se encuentra en la Capilla de la Virgen en la Iglesia de la Santa Cruz de La Charité-sur-Loire. Participó en 1627 con otros tres monjes de Cluny en la realización del breviario romano- monástico (el de Pablo V), para el uso de Cluny, a saber: dom Henri Girard, procurador general, Pierre Lucas, maestro de novicios, Jacques Naudin, chantre.[43]
- Dom Antoine Parmentier,  religioso profeso de Cluny, chantre del priorato de Notre-Dame de La Charité y Prior de Saint-Honoré, fue demandado con Messire Arnaud de Lange, caballero y señor de Villemenan y Hubert Lange, su hijo, el 18 de marzo de 1659.[44]

## Otros
- Armoiries: D'azur, à trois bourses ouvertes d'or, liées et ampadonnées de même, chacune chargée d'une quintefeuille de gueules, et en chef une fleur de lys du second émail.

- Ingresos: listados en los archivos departamentales de Nièvre.[45]
- Inventario de títulos: elaborado por Antoine Bataillier, notario real.[46]
- Censos y rentas: listados en los archivos departamentales de Nièvre: Cote H.30 (1739 ?), 194 documentos digitalizados.
- Asuntos generales, bienes y derechos: 1403 - 1787 - Archivos departamentales de Nièvre: Cote H.28..